# Boutilimit
Boutilimit (àrab: بوتلميت, Būtilimīt) és una ciutat del sud-oest de Mauritània, a la regió de Trarza, de 27.170 habitants (cens de 2005) i que dista 164 quilòmetres de la capital del país, Nouakchott. La ciutat ha estat un important centre d'escoles alcoràniques. Té una de les biblioteques d'antics manuscrits més importants de Mauritània, juntament amb Chinguiti. Hi va néixer el líder de la independència de Mauritània i President del país fins a 1978, Moktar Ould Daddah.